# Манфуха

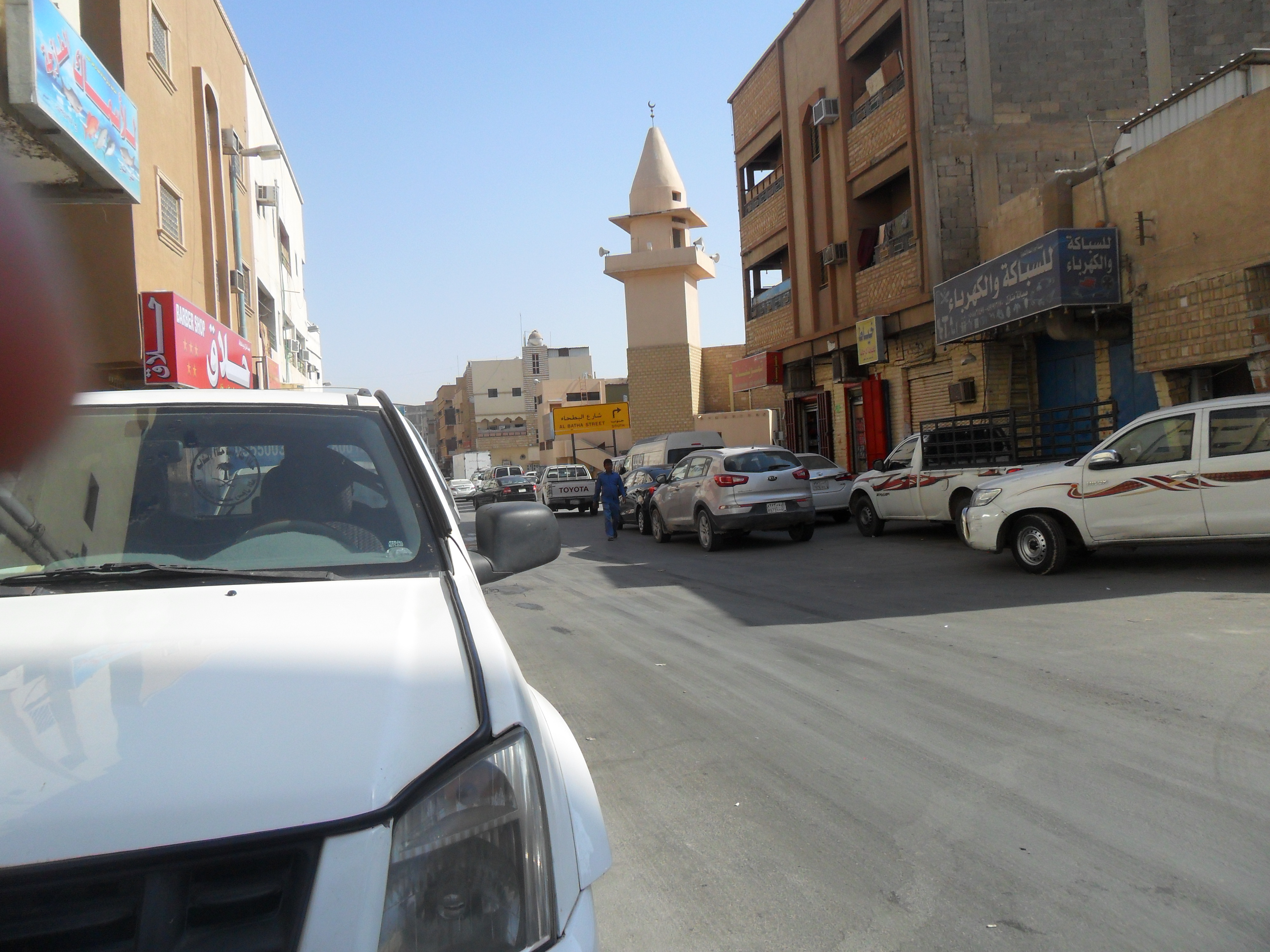
Manfuha in Riyadh City

Манфуха (араб. منفوحة‎) была древней деревней в районе Недж центральной части Саудовской Аравии. Основанная на краю узкой, плодородной долины, известной как Вади Ханифа, Манфуха до середины XX века считалась деревней-близнецом нынешней столицы Саудовской Аравии Эр-Рияда.
Согласно географической энциклопедии Якута XIII века «Муджам аль-Булдан», Манфуха была построена за несколько веков до ислама одновременно с Хаджром (ныне Эр-Рияд) членами племени бану ханифа и их кузенами из племени Бакр. Манфуха был домом для известного арабского поэта Аль-Аша, который умер примерно в то же время, что и мусульманский пророк Мухаммед, но о нем мало что слышали после этого времени. На рубеже XX века его население состояло в основном из членов бану ханифа и бакра (которые к настоящему времени пришли идентифицировать себя с родственным племенем «анизза»), а также из членов тамима и субая. Как и все города Нейди, его население также включало большой процент торговцев, не связанных с племенами (сонна), а также множество рабов и вольников, работающих сельскохозяйственными рабочими. Как и Эр-Рияд, город был окружен садами и пальмовыми рощами.
В конце XVIII века Манфуха попал под власть энергичного правителя Эр-Рияда Дехама ибн Даваса, который в то время активно сопротивлялся расширению нового ваххабитского государства, созданного кланом Аль-Саудов в соседней Дирии (см. Первое Саудовское государство)). Однако оба города в конце концов уступили саудитам, которые правили Манфухой до тех пор, пока их государство не было разрушено османско-египетским вторжением в 1818 году. С тех пор состояние города во многом зависело от Эр-Рияда, возвращающегося под власть Саудовской Аравии под властью Турки ибн Абдуллаха в 1824 году, затем подпадающий под власть клана Аль Рашид в Хаиле в 1890-х годах, а затем возвращение к власти Саудовской Аравии менее чем через десять лет при основателе Саудовской Аравии Абдул-Азизе ибн Сауде.
Поскольку столица Саудовской Аравии экспоненциально расширилась в XX веке, подпитываемая нефтяным богатством страны, стены Манфухи и Эр-Рияда были разрушены, и Манфуха была быстро поглощена растущим мегаполисом. Сегодня Манфуха — один из самых бедных районов Эр-Рияда. Большинство его первоначальных жителей покинули новые районы столицы, и в настоящее время в этом районе в основном проживают гастарбайтеры с низким доходом из Египта и Южной Азии, а также семьи бывших африканских рабов. Сохранились некоторые старые кирпичные здания города, а также древняя смотровая башня. Широкий проспект прорезает центр Манфухи, названный улицей Аль-Аша, в честь ее самого знаменитого сына.